# Hey, Soul Sister
"Hey, Soul Sister" é uma canção da banda norte-americana Train, escrita por Patrick Monahan, Amund Bjørklund, e Espen Lind. Foi lançado como o primeiro single do álbum da banda Save Me, San Francisco. A canção alcançou o #3 no Billboard Hot 100. Também é o single da banda de maior sucesso comercial até à data, atingindo o número um em dezesseis países. Até setembro de 2021, esse single vendeu mais de 6,6 milhões downloads e esteve também entre os dez mais vendidos de 2010, de acordo com o ranking da IFPI.

## Faixas
CD single australiano
1. "Hey, Soul Sister" – 3:36

Outras versões
- Karmatronic Edição de Rádio – 3:40
- Karmatronic Club Mix – 6:45
- Karmatronic Instrumental – 6:45
- Versão Country – 3:37
- Versão Single – 3:35

## Composição
"Hey, Soul Sister" é uma música pop rock mid-tempo. Escrita na tonalidade de mi maior, a batida é definida em tempo comum e se move a 97 BPM. A canção é caracterizada por um padrão de assinatura tocado em um  ukelele.  que segue uma progressão básica E5 - B - C # m - A no verso, tag e ponte, mudando para uma progressão A - B - E5 - B em o refrão. A estrutura de acordes da música é organizada em uma forma A B A B A B A. Rima sister (irmã) com Mr. Mister (Sr. Mister).
Quanto a letra, Stafford admitiu que a inspiração para a canção surgiu enquanto Monahan estava imaginando como Burning Man deve ser, e começou a escrever letras inspiradas nas imagens que viu:
A história liricamente, ouvi Pat falar sobre isso em entrevistas. Ele sempre ouviu falar do Burning Man. Em algum lugar no deserto de Reno Nevada, eles fazem isso todos os anos. É toda essa cidade no deserto que é construída para um festival que acontece todos os anos. Eles constroem um homem enorme de madeira e no final do festival o queimam. Pat nunca tinha estado no Burning Man, mas tinha uma imagem em sua cabeça de como deveria ser. Todas essas belas mulheres dançando ao redor do fogo. Essa foi a imagem que ele evocou quando estava escrevendo a letra de "Hey, Soul Sister". É um grande negócio. Milhares e milhares de pessoas a visitam todos os anos. As pessoas correm nuas e acho que é uma loucura total.
Desde então, Monahan confirmou isso em várias entrevistas de rádio.
No começo, tentei fazer isso usando uma palheta de violão, mas não soou bem. Eu tive que ir online e Google uma aula de ukulele e percebi que eles não estão usando palhetas; é mais um estilo flamenco. Depois que eu entendi isso, parecia que era o caso.— o guitarrista Jimmy Stafford, sobre ter que aprender a tocar ukelele conforme solicitado pelo vocalista Patrick Monahan na gravação de "Hey, Soul Sister" 

## Videoclipe
Foi gravado na frente do Chango Coffee na esquina da avenida Morton e Echo Park Avenue, em Los Angeles, Califórnia.

## Desempenho nas paradas
"Hey, Soul Sister" estreou em #98 no Billboard Hot 100 na semana que terminou em 17 de outubro de 2009. Em 30 de janeiro de 2010, na sua 16ª semana,  Hey, Soul Sister pulou de #23 para #7.
| Paradas (2009–2010)                       | Melhor posição |
| ----------------------------------------- | -------------- |
| Alemanha Singles Chart                    | 7              |
| Austrália Singles Chart                   | 1              |
| Áustria Singles Chart                     | 4              |
| Bélgica Singles Chart (Valônia)           | 5              |
| Bélgica Singles Chart (Flandres)          | 3              |
| Canadá Hot 100                            | 3              |
| Dinamarca Singles Chart                   | 8              |
| Dutch Top 40                              | 1              |
| França Singles Chart                      | 15             |
| França Digital Singles Chart              | 10             |
| Hungria Airplay Chart                     | 1              |
| Irlanda Singles Chart                     | 1              |
| Itália Singles Chart                      | 2              |
| Nova Zelândia Singles Chart               | 2              |
| Noruega Singles Chart                     | 11             |
| Suécia Singles Chart                      | 3              |
| Suíça Singles Chart                       | 4              |
| Europa Hot 100 Singles                    | 3              |
| UK Singles Chart                          | 18             |
| Billboard Hot 100                         | 3              |
| Hot Country Songs (Billboard)             | 52             |
| Hot Adult Contemporary Tracks (Billboard) | 1              |
| Mainstream Top 40 (Billboard)             | 3              |
| Adult Pop Songs (Billboard)               | 1              |

| Paradas (2010)                | Posição |
| ----------------------------- | ------- |
| Alemanha (Media Control AG)   | 53      |
| Alemanha Airplay Chart        | 5       |
| Austrália Singles Chart       | 4       |
| Canadá Hot 100                | 6       |
| Dinamarca (Tracklisten)       | 27      |
| Europa Hot 100 Singles        | 30      |
| Hungria Hungria Airplay Chart | 3       |
| Itália Singles Chart          | 13      |
| Países Baixos (Dutch Top 40)  | 9       |
| Billboard Hot 100             | 3       |

| País           | Certificador | Certificação |
| -------------- | ------------ | ------------ |
| Alemanha       | BVMI         | Ouro         |
| Austrália      | ARIA         | 6× Platina   |
| Canadá         | Music Canada | 3× Platina   |
| Dinamarca      | IFPI         | Platina      |
| Itália         | FIMI         | Platina      |
| Nova Zelândia  | RIANZ        | Platina      |
| Reino Unido    | BPI          | 2× Platina   |
| Estados Unidos | RIAA         | Diamante     |